# Axel Drecoll
Axel Drecoll (* 1974 in Erlangen) ist ein deutscher Historiker mit den Forschungsschwerpunkten Geschichte der NS-Verbrechen, Erinnerungskultur in Deutschland und Europa sowie jüdische Geschichte Bayerns. Er ist Direktor der Stiftung Brandenburgische Gedenkstätten und Leiter der Gedenkstätte Sachsenhausen.

## Leben
Axel Drecoll studierte Neuere und Neueste Geschichte, Geschichte Südosteuropas und Politische Wissenschaften an der Ludwig-Maximilians-Universität in München.
2005 promovierte er zum Thema „Der Fiskus als Verfolger: Die steuerliche Diskriminierung der Juden in Bayern 1933–1941/42“.
2005–2009 war er wissenschaftlicher Mitarbeiter am Institut für Zeitgeschichte München – Berlin. Ab 2009 war er Leiter des Lern- und Erinnerungsortes Dokumentation Obersalzberg sowie Leiter der gleichnamigen Abteilung im Institut für Zeitgeschichte. Hier arbeitete er an der Erneuerung der Dauerausstellung mit, die unter neuer Leitung 2023 eröffnet wurde.
2018 wurde er zum Direktor der Stiftung Brandenburgische Gedenkstätten und Leiter der Gedenkstätte und des Museums Sachsenhausen ernannt.
Axel Drecoll ist als Honorarprofessor an der Humboldt-Universität zu Berlin tätig.

## Forschung
Zu seinen Forschungsschwerpunkten zählen die jüdische Geschichte in Bayern, die Geschichte der NS-Verbrechen sowie die Erinnerungskultur in Deutschland und Europa.